# Маунт-Гретна (Пенсільванія)
Маунт-Гретна (англ. Mount Gretna) — місто (англ. borough) в США, в окрузі Лебанон штату Пенсільванія. Населення — 193 особи (2020).

## Географія
Маунт-Гретна розташований за координатами 40°14′44″ пн. ш. 76°28′17″ зх. д. / 40.24556° пн. ш. 76.47139° зх. д. (40.245562, -76.471475).  За даними Бюро перепису населення США в 2010 році місто мало площу 0,37 км², уся площа — суходіл.

## Демографія
Згідно з переписом 2010 року, у селищі мешкало 196 осіб у 105 домогосподарствах у складі 68 родин. Густота населення становила 525 осіб/км².  Було 202 помешкання (541/км²).
Расовий склад населення:
| - 99,0 % — білих |

До двох чи більше рас належало 0,5 %. Частка іспаномовних становила 0,5 % від усіх жителів.
За віковим діапазоном населення розподілялося таким чином: 9,2 % — особи молодші 18 років, 55,1 % — особи у віці 18—64 років, 35,7 % — особи у віці 65 років та старші. Медіана віку мешканця становила 59,8 року. На 100 осіб жіночої статі у селищі припадало 106,3 чоловіків;  на 100 жінок у віці від 18 років та старших — 102,3 чоловіків також старших 18 років.
Середній дохід на одне домашнє господарство  становив 118 227 доларів США (медіана — 118 059), а середній дохід на одну сім'ю — 120 970 доларів (медіана — 118 158). 
Цивільне працевлаштоване населення становило 87 осіб. Основні галузі зайнятості: виробництво — 24,1 %, освіта, охорона здоров'я та соціальна допомога — 23,0 %, науковці, спеціалісти, менеджери — 20,7 %.